# Воля (Ілавський повіт)
Воля (пол. Wola, нім. Willenfeld) — село в Польщі, у гміні Кіселиці Ілавського повіту Вармінсько-Мазурського воєводства.
Населення — 59 осіб (2011).
У 1975-1998 роках село належало до Ельблонзького воєводства.

## Демографія
Демографічна структура станом на 31 березня 2011 року:
|          | Загалом | Допрацездатний вік | Працездатний вік | Постпрацездатний вік |
| -------- | ------- | ------------------ | ---------------- | -------------------- |
| Чоловіки | 33      | 9                  | 21               | 3                    |
| Жінки    | 26      | 5                  | 13               | 8                    |
| Разом    | 59      | 14                 | 34               | 11                   |